# 다이애나 로스
다이애나 로스(영어: Diana Ross, 1944년 3월 26일~)는 미국의 가수이자 배우, 음악 프로듀서이다. 그녀는 1960년대의 대표적인 여성그룹 중 하나인 슈프림스의 리드 보컬이었으며, 이 때 약 1000만 장의 판매고를 기록했다.
1970년대부터는 솔로로 활동하여, 현재까지 솔로 아티스트로서 22개의 정규앨범을 발매했다. 1970~1980년대의 솔로 주요 활동시기동안 그녀는 가장 성공한 여성 보컬들 중 한명으로 꼽혔다. 음악계를 넘어 연기자와 뮤지컬 배우로도 명성을 얻어서, 1972년에는 영화 《빌리 할리데이》로 아카데미상과 골든 글로브상을 받기도 한다.
그녀는 그래미상을 12회 수상했으며 아메리칸 뮤직 어워드도 받았다. 1976년에는 빌보드에서 '이 시대의 여성 엔터테이너' 로 이름을 올리고, 전 세계에서 가장 성공한 여성 아티스트로써 총 18개의 넘버원 싱글과 슈프림스 멤버일 때의 넘버원 싱글 12개로 기네스 북에 오르게 된다.
2007년 11월, 케네디 센터 주관 공연예술 평생공로상(Kennedy Center Honors)을 받았다.
마이클 잭슨과 각별한 사이인 것으로도 알려져 있다.

## 탑 10 앨범
미국과 영국에서의 차트 기록이 좋았던 앨범
- 1971: I'm Still Waiting (a/k/a Surrender) (UK #10)
- 1973: Lady Sings the Blues (US #1)
- 1973: Touch Me in the Morning (US #5; UK #7)
- 1973: Diana & Marvin (with Marvin Gaye) (UK #6)
- 1976: Diana Ross (US #5; UK #4)
- 1976: Greatest Hits 2 (UK #2)
- 1979: 20 Golden Greats (UK #2)
- 1980: diana (US #2)
- 1981: Endless Love (US #9)
- 1982: Love Songs (UK #5)
- 1983: Portrait (UK #8)
- 1993: One Woman: The Ultimate Collection (UK #1)
- 1995: Take Me Higher (UK #10)

## 프로그램
- T.C.B. (1968) (w/ The Supremes)
- G.I.T. on Broadway (1969) (w/ The Supremes)
- Diana! (1971)
- The Big Event: An Evening with Diana Ross (1977)
- Diana Ross in Concert! (1979)
- diana (1981)
- Standing Room Only: Diana Ross (1981)
- Motown 25: Yesterday, Today, Forever (1983)
- For One And For All - Diana Ross Live! in Central Park (1983)
- Diana Ross: Red Hot Rhythm and Blues (1987)
- Diana Ross: Workin' Overtime (1989)
- Diana Ross Live! The Lady Sings... Jazz & Blues: Stolen Moments (1992)
- Out of Darkness (1994)
- Super Bowl XXX (1996)
- Double Platinum (1999)
- VH1 Divas 2000: A Tribute to Diana Ross (2000)
- Tsunami Aid: A Concert of Hope (2005)
- BET Awards 2007 (2007)
- The Kennedy Center Honors (2007)
- Nobel Peace Prize Concert (2008)